# Рег. Сињола (Савона)
Рег. Сињола је насеље у Италији у округу Савона, региону Лигурија.
Према процени из 2011. у насељу је живело 19 становника. Насеље се налази на надморској висини од 55 м.